# Epimecis pudicaria
Epimecis pudicaria là một loài bướm đêm trong họ Geometridae.